# Industrias Iberia
Industrias Iberia C.A., es una empresa venezolana fundada en 1957, dedicada a producir y comercializar productos del ramo alimenticio, cocina y hogar, tales como: especias y condimentos, caldos, bases y sopas deshidratadas, aderezos, infusiones, productos de repostería, salsas para condimentar y salsas para pastas, así como envolturas y contenedores.

## Historia
Iberia surge en el año de 1952, siendo una de las primeras empresas en Venezuela dedicadas a la comercialización de especias. Su primera sede estaba ubicada en la urbanización Santa Rosalía de Caracas. Para esta época era un negocio familiar donde se vendían especias, condimentos y granos, empaquetados artesanalmente por sus fundadores: Valentín Bermúdez Casquero, Honorio Díaz Vásquez y Rocío Díaz de Bermúdez. A pesar de esto, no es sino hasta 1957 cuando la empresa se constituye formalmente. 

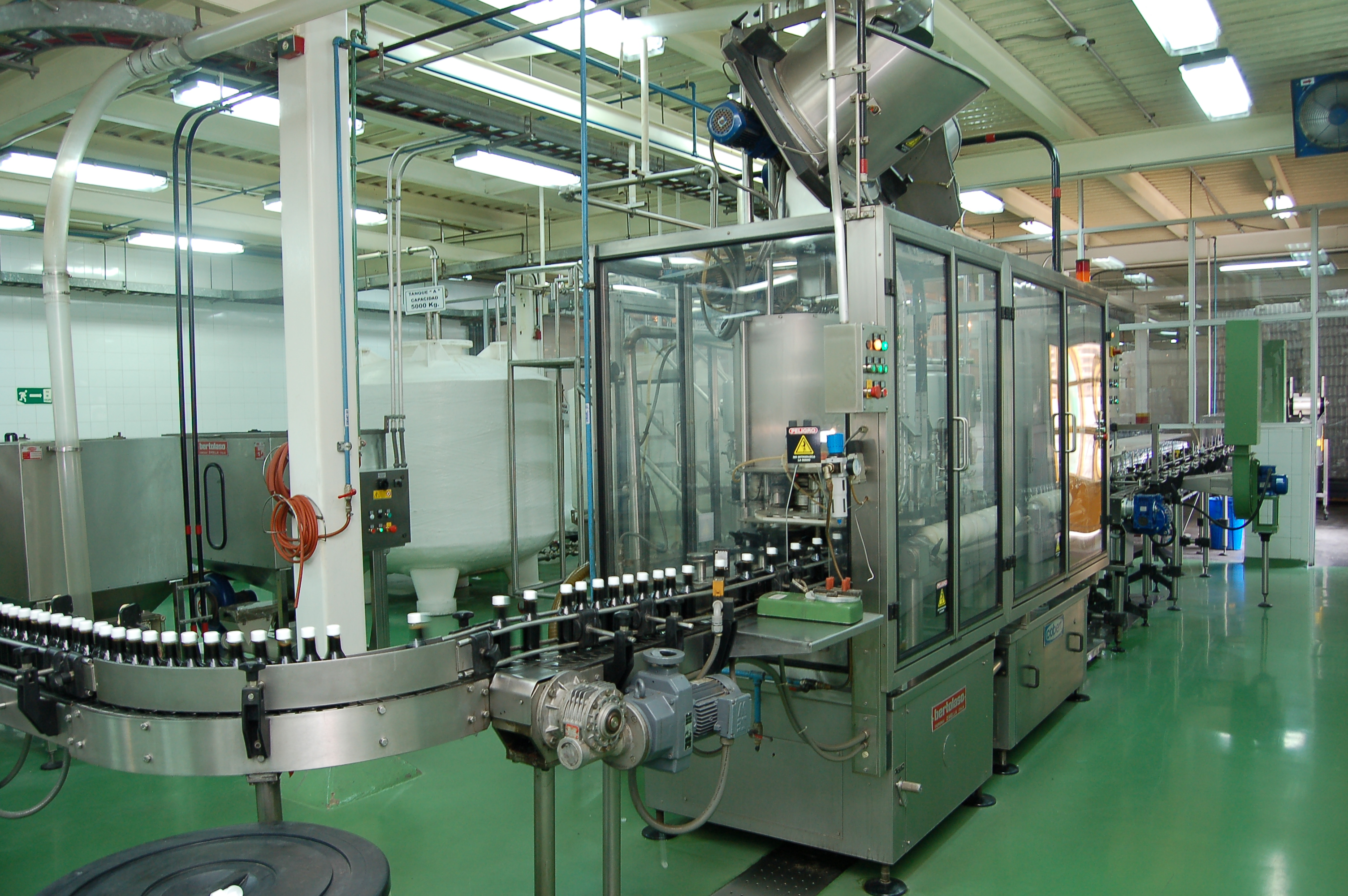
Maquinaría industrial para llenado y envasado de salsas para condimentar

En 1964 Industrias Olympia es adquirida por Industrias Iberia, lo que produjo un crecimiento y diversificación de la empresa, así como el fortalecimiento tecnológico. Para 1976, por decisión de los dueños, se decide vender la empresa a un grupo de sus distribuidores, comenzando así una nueva etapa de esta industria. Estos cambios traen consigo el lanzamiento de la línea de Salsas para Condimentar Olympia. En 1990 inician operaciones en Cagua, en el estado Aragua y comienza la producción de caldos, así mismo y en paralelo funcionaron las plantas de Valencia, estado Carabobo, y La Yaguara, en Caracas.
A mitad de la década de los noventa se da un cambio de accionistas y se adquiere una nueva línea de producción de Salsas para Condimentar, también se inaugura una nueva planta en Cagua y se decide, en 1997, concentrar todas las operaciones en esta localidad. Para comienzos del siglo XXI, Iberia sigue su proceso de diversificación, incluyendo nuevos productos y nuevas líneas de Salsas para condimentar “Exclusividades Culinarias”.
En el año 2013, Industrias Iberia amplía su portafolio a través de la incorporación de la nueva marca Granco y otras líneas de productos tales como Salsas para Pastas y Vinagre.

## Marcas
- Iberia
- Olympia
- Granco